# James Denton
James Thomas Denton (Nashville (Tennessee), 20 januari 1963) is een Amerikaans acteur, vooral bekend door zijn rol als Mike Delfino in Desperate Housewives.
Denton werd op zijn 23ste beroepsacteur. Hij studeerde eerst televisie en journalistiek op de Universiteit van Tennessee. Hij werkte eerst als verkoper van radioreclame voor twee radiostations en in zijn vrije tijd deed hij aan theater. Dat was het begin van zijn acteerloopbaan. Na enkele films en series zoals The Pretender, JAG, The Drew Carey Show, Reba, Sliders, Two Guys, a Girl and a Pizza Place, Ally McBeal, Threat Matrix en The West Wing, werd Denton echt bekend door zijn vertolking van Mike Delfino in Desperate Housewives. Hierin speelt hij een loodgieter.

Hoewel Denton vooral acteert in televisieseries speelde hij ook enkele filmrollen, zoals in Custody uit 2007.
Hij is tweemaal getrouwd: van 1997 tot 2000 met Jenna Lyn Ward en vanaf 2002 met Erin O'Brien. Met Erin heeft hij twee kinderen.